# هیوز اواچ-۶ کایوس
او. اچ۶ کایوس (به انگلیسی: OH-6 Cayuse) یک بالگرد سبُک مخصوص شناسایی ساخت شرکت هیوز هلیکاپترز بود. پس از اینکه شرکت هیوز توسط شرکت ام‌دی هلیکاپترز خریداری شد، این محصول امروزه با نام MD500 تولید می‌شود. شرکت هیوز در سال ۱۹۸۴ توسط مک‌دانل داگلاس خریداری شد و فناوری ساخت هیوز ۵۰۰ به این شرکت رسید و مک‌دانل داگلاس محصولی با نام ام‌دی ۵۰۰ دیفندر روانهٔ بازار کرد. مک‌دانل داگلاس خود نیز در سال ۱۹۹۷ توسط بوئینگ خریداری شد و فناوری هیوز۵۰۰ در اختیار بوئینگ نیز قرار گرفت که منجر به ساخت بالگرد بوئینگ ای‌اچ-۶ شد؛ امروز حق تولید این محصولات در اختیار شرکت ام‌دی هلیکاپترز است.

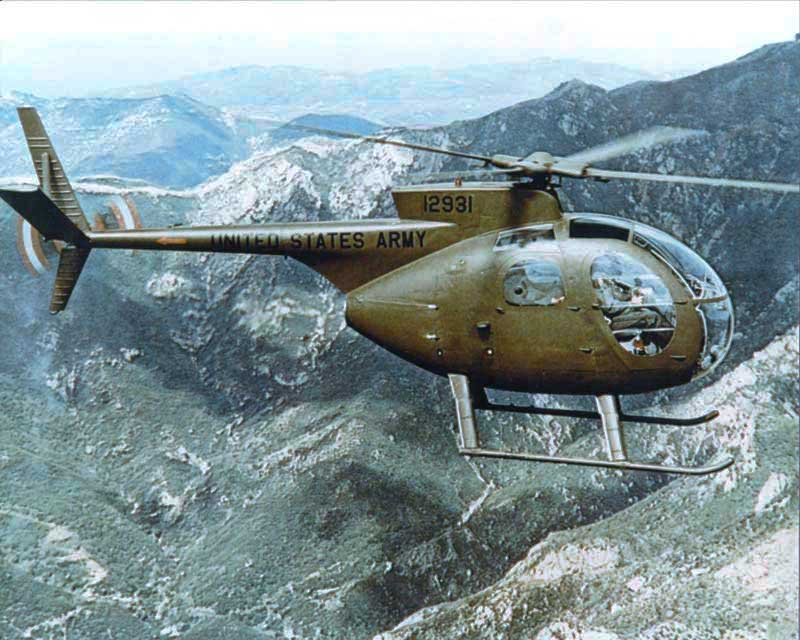
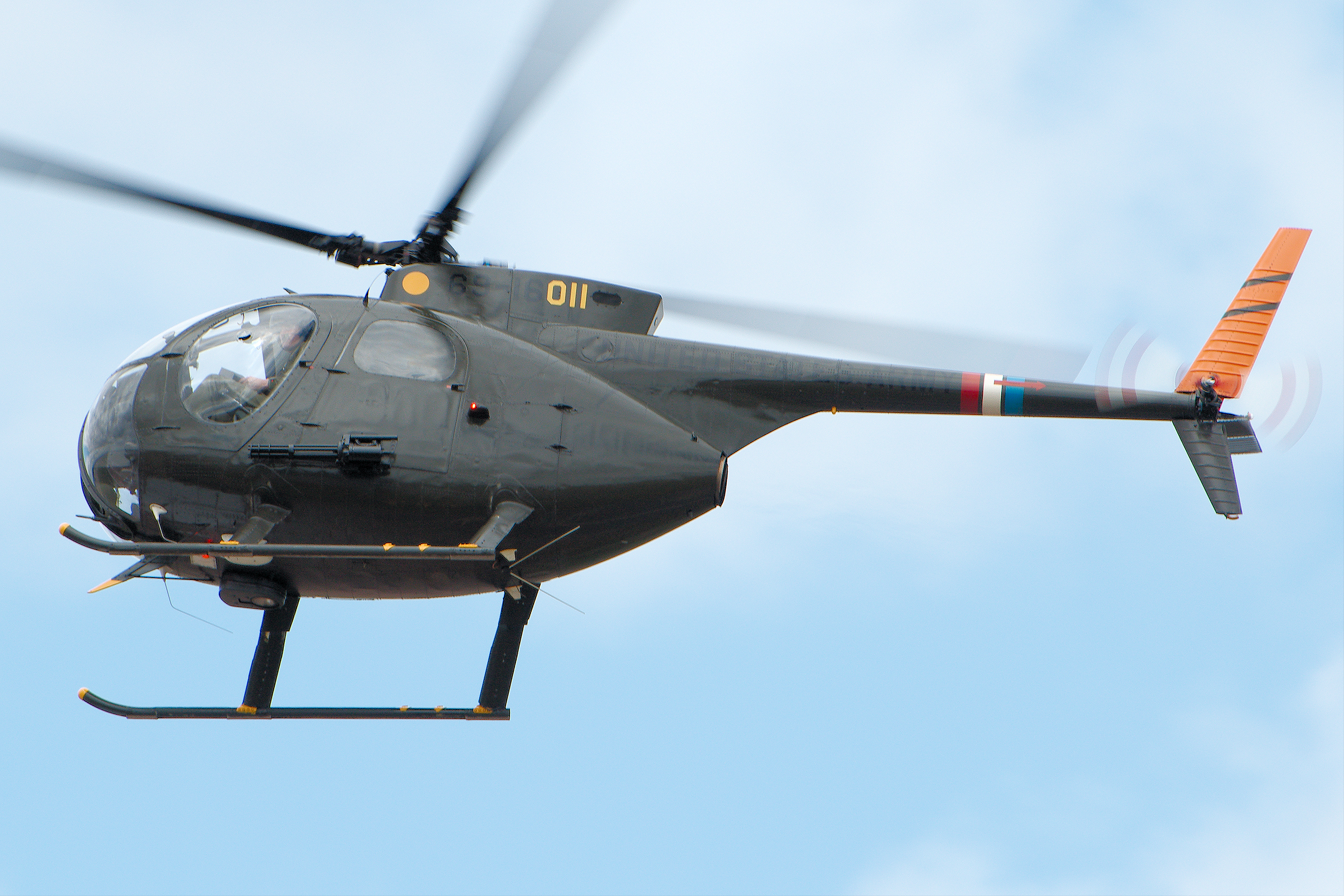
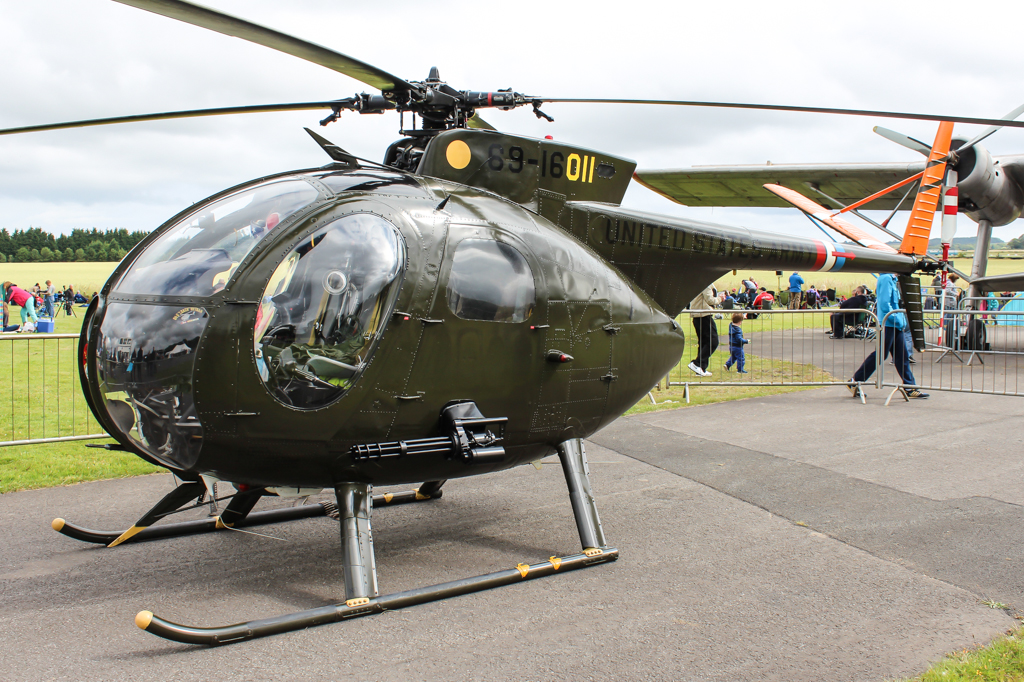
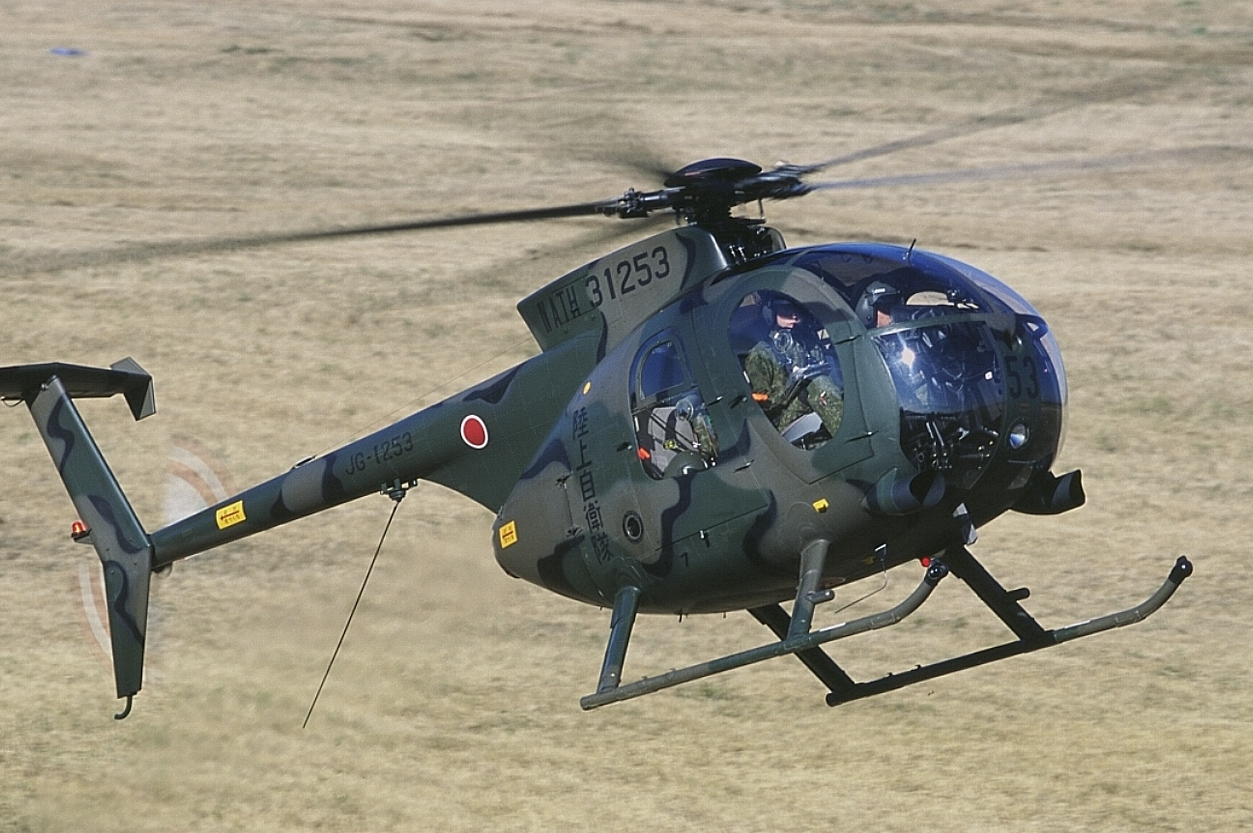
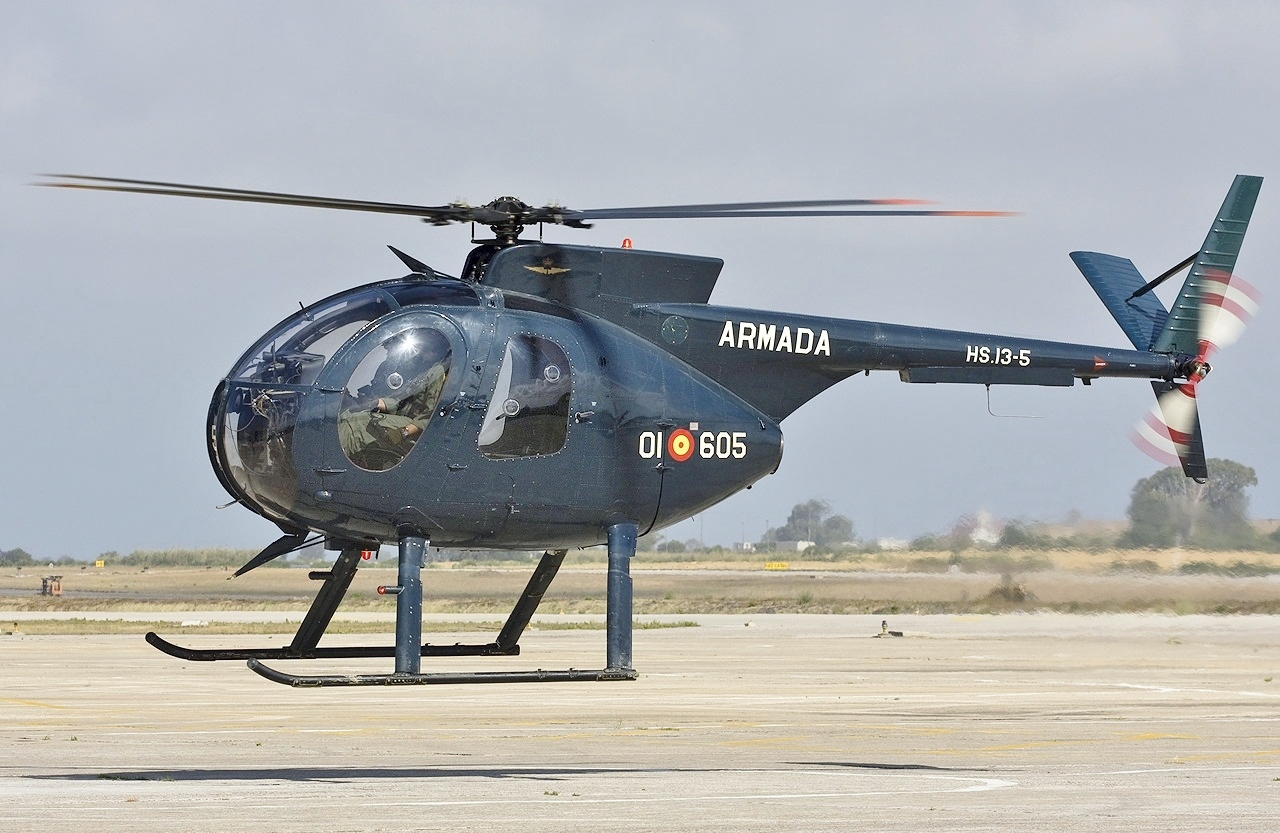
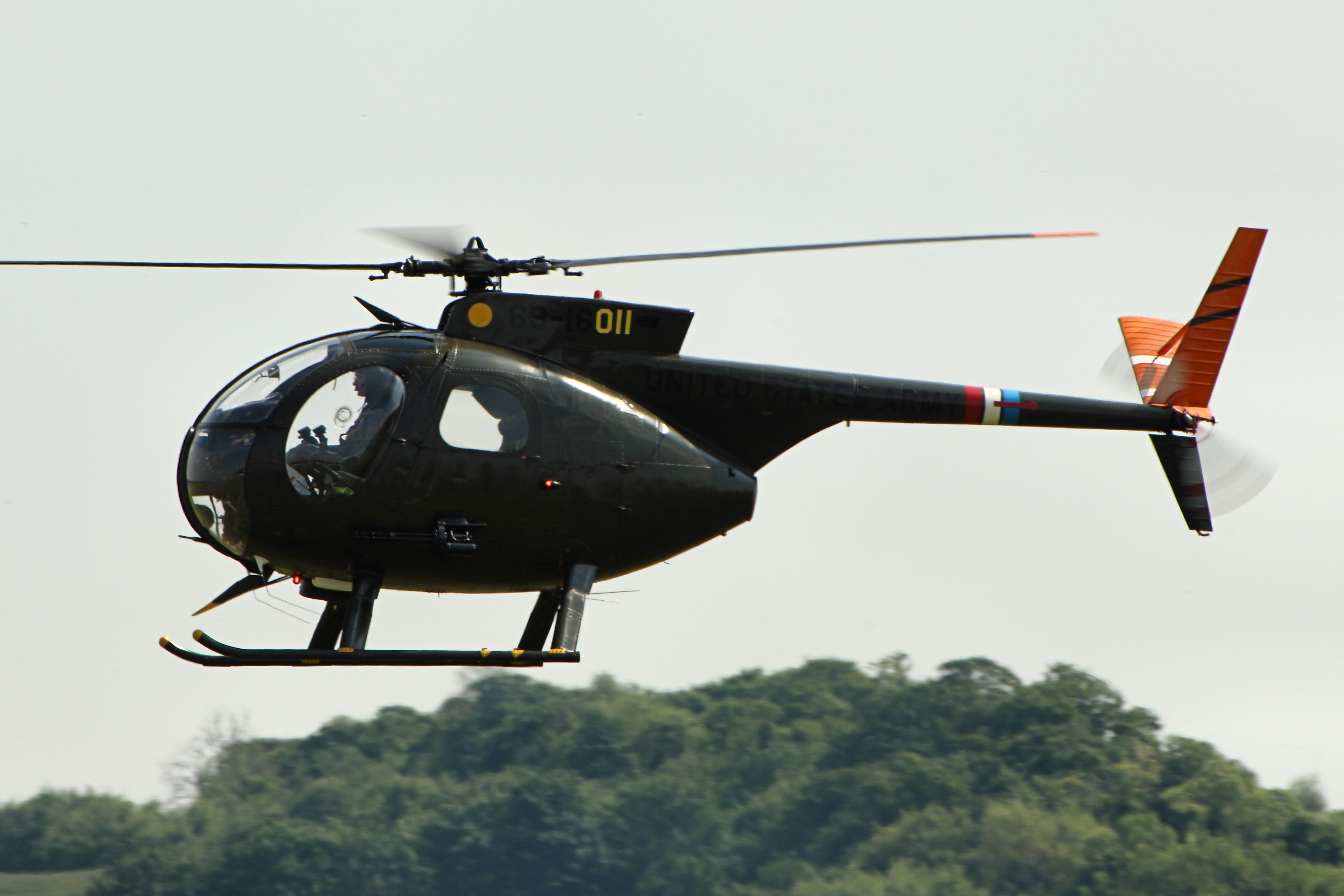

## مشخصات
داده‌ها از 
ویژگی‌های عمومی
- خدمه: ۲
- ظرفیت: ۲ سرنشین در کابین عقب و ۴ سرنشین بر روی نیمکت‌های تاشو در بیرون از بدنه بالگرد (مجموع ۸ نفر)
- طول: ۳۰ فوت ۳٫۷۵ اینچ (۹٫۲۳۹۳ متر) including rotors
- ارتفاع: ۸ فوت ۱٫۵ اینچ (۲٫۴۷۷ متر) to top of rotor hub
- وزن خالی: ۱٬۲۲۹ پوند (۵۵۷ کیلوگرم)
- وزن ناخالص: ۲٬۴۰۰ پوند (۱٬۰۸۹ کیلوگرم)
- بیشترین وزن برخاست: ۲٬۷۰۰ پوند (۱٬۲۲۵ کیلوگرم)
- ظرفیت سوخت: ۶۱٫۵ گالون آمریکایی (۵۱ گالون بریتانیایی؛ ۲۳۳ لیتر) in two 50% sel-sealing bladder tanks under rear cabin floor
- پیشرانه: ۱ عدد turboshaft engine Allison T63-A-5A, ۳۱۷ اسب بخار کوتاه (۲۳۶ کیلووات)   de-rated to:-

۲۵۲٫۵ اسب بخار کوتاه (۱۸۸ کیلووات) for take-off
۲۱۴٫۵ اسب بخار کوتاه (۱۶۰ کیلووات) maximum continuous
- قطر روتور اصلی:  ۲۶ فوت ۴ اینچ (۸٫۰۳ متر)
- مساحت روتور اصلی: ۵۴۴٫۶۳ فوت مربع (۵۰٫۵۹۸ متر مربع) * Blade section: - NACA 0012[۴]

عملکرد
- سرعت کروز: ۱۳۰ گره (۱۵۰ مایل بر ساعت، ۲۴۰ کیلومتر بر ساعت) maximum at sea level

۱۱۶ گره (۱۳۳ مایل بر ساعت؛ ۲۱۵ کیلومتر بر ساعت) for maximum range at sea level
- بیشینه سرعت مجاز: ۱۳۰ گره (۱۵۰ مایل بر ساعت، ۲۴۰ کیلومتر بر ساعت) at Sea Level
- بُرد: ۳۳۰ مایل دریایی (۳۸۰ مایل، ۶۱۰ کیلومتر) at ۵٬۰۰۰ فوت (۱٬۵۲۴ متر)
- بُرد معبر: ۱٬۳۵۴ مایل دریایی (۱٬۵۵۸ مایل، ۲٬۵۰۸ کیلومتر) with ۱٬۳۰۰ پوند (۵۹۰ کیلوگرم) of fuel
- حداکثر ارتفاع: ۱۵٬۸۰۰ فوت (۴٬۸۰۰ متر) * Hover ceiling OGE: ۷٬۳۰۰ فوت (۲٬۲۲۵ متر)
- Hover ceiling IGE: ۱۱٬۸۰۰ فوت (۳٬۵۹۷ متر)
- نرخ صعود: ۲٬۰۶۷ فوت بر دقیقه (۱۰٫۵۰ متر بر ثانیه) [نیازمند منبع]
- بارگیری دیسک: ۴٫۴ پوند بر فوت مربع (۲۱ کیلوگرم بر متر مربع)
- توان به وزن|توان/جرم: ۰٫۱۰۵ shaft horsepower per pound (۰٫۱۷۳ kilowatts per kilogram)

تسلیحات

Provision for packaged armament on port side, including an XM-27 ۷٫۶۲ میلیمتر (۰٫۳۰۰ اینچ) machine-gun with 2,000 - 4,000 rounds of ammunition; or an XM-75 grenade launcher